# Уивер, Джеки
Жаклин Рут (Джеки) Уивер (англ. Jacqueline Ruth «Jacki» Weaver, род. 25 мая 1947, Сидней, Австралия) — австралийская актриса кино и телевидения, двукратная номинатка на премию Американской киноакадемии «Оскар» (2011, 2013). Офицер ордена Австралии.

## Биография
Жаклин Рут Уивер родилась в Сиднее в семье адвоката Артура Уивера и Эдит Симпсон, иммигрировавших в Австралию из Северной Англии. Образование получила в школе для девочек в Хорнсби. Её актёрский дебют состоялся на австралийском телевидении в 1966 году. В дальнейшем Уивер снималась в кино, на телевидении, а также играла и на театральной сцене. В 1975 году появилась в мистической драме Питера Уира «Пикник у Висячей скалы», где исполнила роль Минни. Последующие десятилетия она провела в первую очередь на театральной сцене, а также периодически появлялась на австралийском телевидении.
Настоящим прорывом в карьере Уивер стала роль Джанин Коуди в криминальном триллере 2010 года «Царство животных», за которую она была удостоена премии Национального совета кинокритиков США, премии «Спутник» и премии Австралийского киноинститута, а также получила номинации на «Оскар» и «Золотой глобус».
В 2012 году Уивер снялась в двух фильмах: «Немножко женаты» и «Мой парень — псих». За последний была вновь отмечена номинацией на «Оскар» за лучшую женскую роль второго плана, что вызвало недоумение американской кинопрессы — экранное время Уивер в картине не превышает и десяти минут. С тех пор Уивер продолжила свою карьеру в США, появившись в ещё нескольких фильмах, среди которых «Шесть уроков танцев за шесть недель» с Джиной Роулендс, и «Магия лунного света» Вуди Аллена. Одновременно с этим, Уивер, в 65-летнем возрасте в феврале 2013 года получила главную роль в пилоте ситкома «Маккарти» для CBS, который не получил зелёный свет на выход в эфир. Осенью она была гостем в ситкоме ABC «Супер весёлый вечер», где сыграла роль матери Ребел Уилсон, а затем была приглашена в мини-сериал Fox «Грейспойнт».

## Фильмография
| Год  | Название на русском                 | Название на английском         | Роль                    | Примечания |
| ---- | ----------------------------------- | ------------------------------ | ----------------------- | --- |
| 1971 | Аист                                | Stork                          | Анна                    | Премия Австралийской академии кинематографа и телевидения за лучшую женскую роль |
| 1973 |                                     | Alvin Purple                   | Вторая девушка          | |
| 1974 | Петерсен                            | Petersen                       | Сьюзи Петерсен          | |
| 1975 | Пикник у Висячей скалы              | Picnic at Hanging Rock         | Минни                   | |
| 1975 |                                     | The Removalists                | Фиона Картер            | |
| 1976 | Кэдди                               | Caddie                         | Джози                   | Премия Австралийской академии кинематографа и телевидения за лучшую женскую роль второго плана |
| 1982 |                                     | Squizzy Taylor                 | Долли                   | |
| 1983 |                                     | Abra Cadabra                   |                         | Озвучивание |
| 1987 | Перфекционист                       | The Perfectionist              | Барбара Ганн            | |
| 1996 | Так поступают все                   | Cosi                           | Шерри                   | |
| 1997 |                                     | The Two-Wheeled Time Machine   | Элис                    | Короткометражный фильм |
| 2008 | Три слепые мыши                     | Three Blind Mice               | Берни                   | |
| 2009 |                                     | Early Checkout                 | Уборщица                | Короткометражный фильм |
| 2010 | Царство животных                    | Animal Kingdom                 | Джанин «Смёрф» Коуди    | Премия Австралийской академии кинематографа и телевидения за лучшую женскую роль Премия ассоциации кинокритиков Лос-Анджелеса за лучшую женскую роль второго плана Премия национального совета кинокритиков США за лучшую женскую роль второго плана Премия ассоциации кинокритиков Сан-Диего за лучшую женскую роль второго плана Премия «Спутник» за лучшую женскую роль второго плана в кинофильме Премия ассоциации кинокритиков Юты за лучшую женскую роль второго плана Номинация — Премия «Оскар» за лучшую женскую роль второго плана Номинация — Премия «Золотой глобус» за лучшую женскую роль второго плана — Кинофильм Номинация — Премия ассоциации кинокритиков Чикаго за лучшую женскую роль второго плана Номинация — Премия ассоциации кинокритиков Далласа за лучшую женскую роль второго плана Номинация — Премия ассоциации кинокритиков Детройта за лучшую женскую роль второго плана Номинация — Премия ассоциации кинокритиков Хьюстона за лучшую женскую роль второго плана Номинация — Премия Лондонского кружка кинокритиков за лучшую женскую роль второго плана Номинация — Премия ассоциации кинокритиков Сан-Диего за лучшую женскую роль второго плана Номинация — Премия ассоциации кинокритиков Вашингтона за лучшую женскую роль второго плана |
| 2010 | Летний флирт                        | Summer Coda                    | Джен                    | |
| 2011 | Лоис                                | Lois                           | Лоис                    | Короткометражный фильм |
| 2012 | Немножко женаты                     | The Five-Year Engagement       | Сильвия Дикенсон-Барнс  | |
| 2012 | Мой парень — псих                   | Silver Linings Playbook        | Долорес Солитано        | Премия Австралийской академии кинематографа и телевидения за лучшую женскую роль второго плана Премия вещательных компаний за лучший актёрский состав Премия ассоциации кинокритиков Джорджии за лучший актёрский состав Номинация — Премия «Оскар» за лучшую женскую роль второго плана Номинация — Премия ассоциации кинокритиков Детройта за лучший актёрский состав Номинация — Премия ассоциации кинокритиков Джорджии за лучшую женскую роль второго плана Номинация — Премия ассоциации кинокритиков Сан-Диего за лучший актёрский состав Номинация — Премия Гильдии киноактёров США за лучший актёрский состав в игровом кино |
| 2013 | Порочные игры                       | Stoker                         | Гвендолин «Джин» Стокер | |
| 2013 | Парклэнд                            | Parkland                       | Маргарита Освальд       | |
| 2013 | Прибежище                           | Haunt                          | Джанет Морелло          | |
| 2014 | Шесть уроков танцев за шесть недель | Six Dance Lessons in Six Weeks | Ирен                    | |
| 2014 | Голоса                              | The Voices                     | доктор Уоррен           | |
| 2014 | Магия лунного света                 | Magic in the Moonlight         | Грейс                   | |
| 2015 | Блант говорит                       | Blunt Talk                     | Розали Уинтер           | |
| 2015 | Равные                              | Equals                         | Бесс                    | |
| 2017 | Горе-творец                         | The Disaster Artist            | Клодетт                 | |
| 2018 | Птичий короб                        | Bird Box                       | Шерил                   | |
| 2018 | Душа компании                       | Life of the Party              | Сэнди                   | |
| 2018 | Вдовы                               | Widows                         | Агнешка                 | |
| 2019 | Цветение                            | Bloom                          | Гвен Рид                | |
| 2019 | Предприятие «Божий дар»             | Perpetual Grace, LTD           | Лилиан                  | |
| 2019 | Зеровилль                           | Zeroville                      | Дотти                   | |
| 2020 | Проклятие                           | The Grudge                     | Лорна Муди              | |
| 2020 | Королева клуба                      | Stage Mother                   | Мейбеллин Меткалф       | |
| 2020 | Пингвин Блум                        | Penguin Bloom                  | Ян                      | |
| 2021 | Дорога домой                        | Back to the Outback            | Джеки                   | Озвучивание |
| 2022 | Отец Стю                            | Father Stu                     | Кэтлин Лонг             | |